# الجامعة التونسية لألعاب القوى
الجامعة التونسية لألعاب القوى (بالفرنسية: Fédération tunisienne d'athlétisme أو اختصارا FTA)‏ هي هيئة تشرف على رياضات ألعاب القوى وتؤطرها، وكذلك تجمع مخلتف النوادي التي تمارس هذه الرياضات في تونس. تأسست الجامعة في 1957. تنتمي الجامعة دوليا إلى الاتحاد الدولي لألعاب القوى وقاريا إلى الاتحاد الأفريقي لألعاب القوى.

## مقالات ذات صلة
- بطولة تونس لألعاب القوى
- تونس في الألعاب الأولمبية
- تونس في الألعاب البارالمبية
- تونس في بطولة العالم لألعاب القوى
- تونس في ألعاب عموم أفريقيا
- تونس في ألعاب البحر الأبيض المتوسط

## روابط خارجية
- الموقع الرسمي.